# Podstawowe zagadnienie filozofii
Podstawowe zagadnienie filozofii albo naczelne zagadnienie filozofii – w filozofii marksistowsko-leninowskiej kwestia stosunku myślenia do bytu, ducha do przyrody.

## Sens i znaczenie
Klasyczne określenie podstawowego problemu filozofii dał Fryderyk Engels w swej pracy Ludwig Feuerbach i zmierzch klasycznej filozofii niemieckiej:

Wielkim, naczelnym zagadnieniem całej, a zwłaszcza nowożytnej filozofii jest kwestia stosunku myślenia do bytu. ... Zależnie od takiej czy innej odpowiedzi na to pytanie podzielili się filozofowie na dwa wielkie obozy. Ci, którzy twierdzili, że duch istniał wpierw niż przyroda, którzy uznawali więc w ostatecznej instancji tak czy inaczej pojęte stworzenie świata... utworzyli obóz idealizmu. Inni zaś, którzy za pierwotną uważali przyrodę, należeli do rozmaitych szkół materializmu.

Wszystkie różnorodne kierunki i prądy filozoficzne w ostatecznym wyniku łączą się albo z materializmem, albo z idealizmem. Właśnie dlatego zagadnienie stosunku tego, co duchowe, do tego, co materialne, jest podstawowym problemem filozoficznym. Od sposobu rozwiązania tego problemu zależy rozwiązanie wszystkich innych problemów filozofii, a także ogólnoteoretycznych problemów nauki, polityki, moralności, sztuki. Poza tym w rozwiązywaniu podstawowego zagadnienia filozofii ujawnia się partyjność teorii filozoficznej, jej związek z walką klas, z polityką, co również czyni kwestię stosunku bytu do świadomości podstawowym zagadnieniem filozofii.
Zrozumienie sensu i znaczenia podstawowego problemu filozofii pozwala zorientować się w całej różnorodności teorii, prądów, kierunków filozoficznych, zmieniających się na przestrzeni tysiącleci. Istnieją tylko dwa główne kierunki w filozofii: materializm i idealizm . Oznacza to, że każda teoria filozoficzna, bez względu na jej specyfikę, jest w ostatecznym wyniku z uwagi na swoją treść materialistyczna lub idealistyczna. W podziale nurtów filozoficznych na materialistyczne i idealistyczne wyraża się dobitnie partyjność filozofii, jej nierozerwalny związek z określonymi — postępowymi lub też reakcyjnymi — klasami społecznymi i grupami.
Wszyscy materialiści traktują czynnik duchowy jako produkt czynnika materialnego. Jednakże marksistowskie rozwiązanie podstawowego problemu filozoficznego, będąc dalszym rozwinięciem tego punktu widzenia, wyróżnia się swoim dialektycznym charakterem: czynnik duchowy jest produktem rozwoju materii, właściwością wysoko zorganizowanej materii.

## Opinie niemarksistowskie
Głównym zagadnieniem Krytyki czystego rozumu Immanuela Kanta było: "Jakim sposobem mogą powstawać sądy syntetyczne a priori?" (VI Ogólne zadania czystego rozumu). Albert Camus pisał:

Jest tylko jeden problem filozoficzny prawdziwie poważny: samobójstwo. Orzec, czy życie jest, czy nie jest warte trudu, by je przeżyć, to odpowiedzieć na fundamentalne pytanie filozofii.